# A szovjet tagköztársaságok címerei
A szovjet tagköztársaságok címereinek központi eleme a kommunizmus szimbólumának számító sarló és kalapács, a vörös csillag, illetve a felkelő Nap. A címereket körbeölelő búzakoszorúkat vörös színű szalag fonja be, rajtuk a „Világ proletárjai, egyesüljetek!”  felirat a köztársaságok nyelvén, illetve oroszul is fel van tüntetve. A címereken jellegzetes karaktereket is elhelyeztek, ami utal az adott ország helyi tájképére, vagy a gazdaságára és kultúrájára.  
A szocialista heraldika alapján megtervezett címereket a köznyelvben ugyan címernek nevezik, de heraldikai értelemben nem tekinthető annak, mivel az esetek többségében hiányzik a címer alapját adó pajzs.
A Szovjetunió 1991-es felbomlását követően a tagköztársaságok kikiáltották a függetlenségüket és lecserélték a szovjet időkben használt címereiket.

## A tagköztársaságok címerei

Azerbajdzsáni SZSZK
Belorusz SZSZK
Észt SZSZK
Grúz SZSZK
Kazah SZSZK
Kirgiz SZSZK
Lett SZSZK
Litván SZSZK
Moldáv SZSZK
Orosz SZSZSZK
Örmény SZSZK
Tádzsik SZSZK
Türkmén SZSZK
Üzbég SZSZK
Ukrán SZSZK

### 1991 előtt megszűnt tagköztársaságok

Karél-Finn SZSZK (1940 –1956)
Kaukázusontúli SZSZSZK (1922 –1936)